# Point triple (minéralogie)
Pour les articles homonymes, voir Point triple (homonymie).

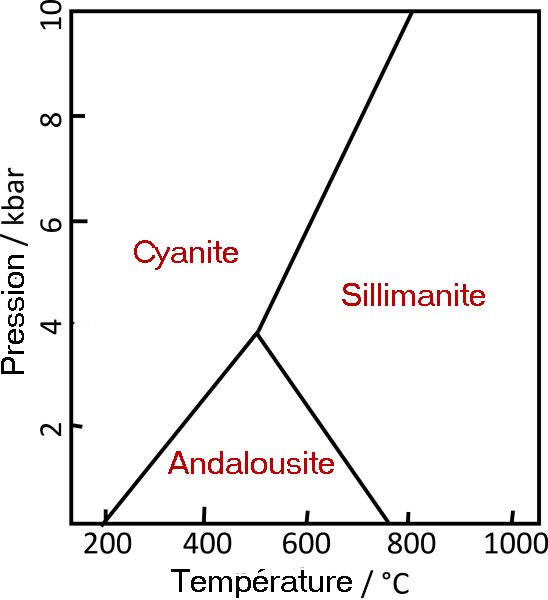
Diagramme P-T montrant les domaines de stabilité des phases sillimanite, disthène (cyanite) et andalousite du composé chimique.

En minéralogie, un point triple est un point du diagramme P-T (pression-température) où trois polymorphes coexistent à l'équilibre.
En chimie et en pétrologie, plus généralement, un point triple est un point de variance nulle dans un diagramme thermodynamique. Les points triples de la minéralogie et « le » point triple d'un corps pur (équilibre solide-liquide-gaz) en sont des cas particuliers.

## Exemple
Les trois polymorphes du silicate d'alumine Al2SiO5, l'andalousite, la sillimanite et le disthène, coexistent en métamorphisme régional, à une profondeur de 15–20 km (à une température de 600 °C environ).

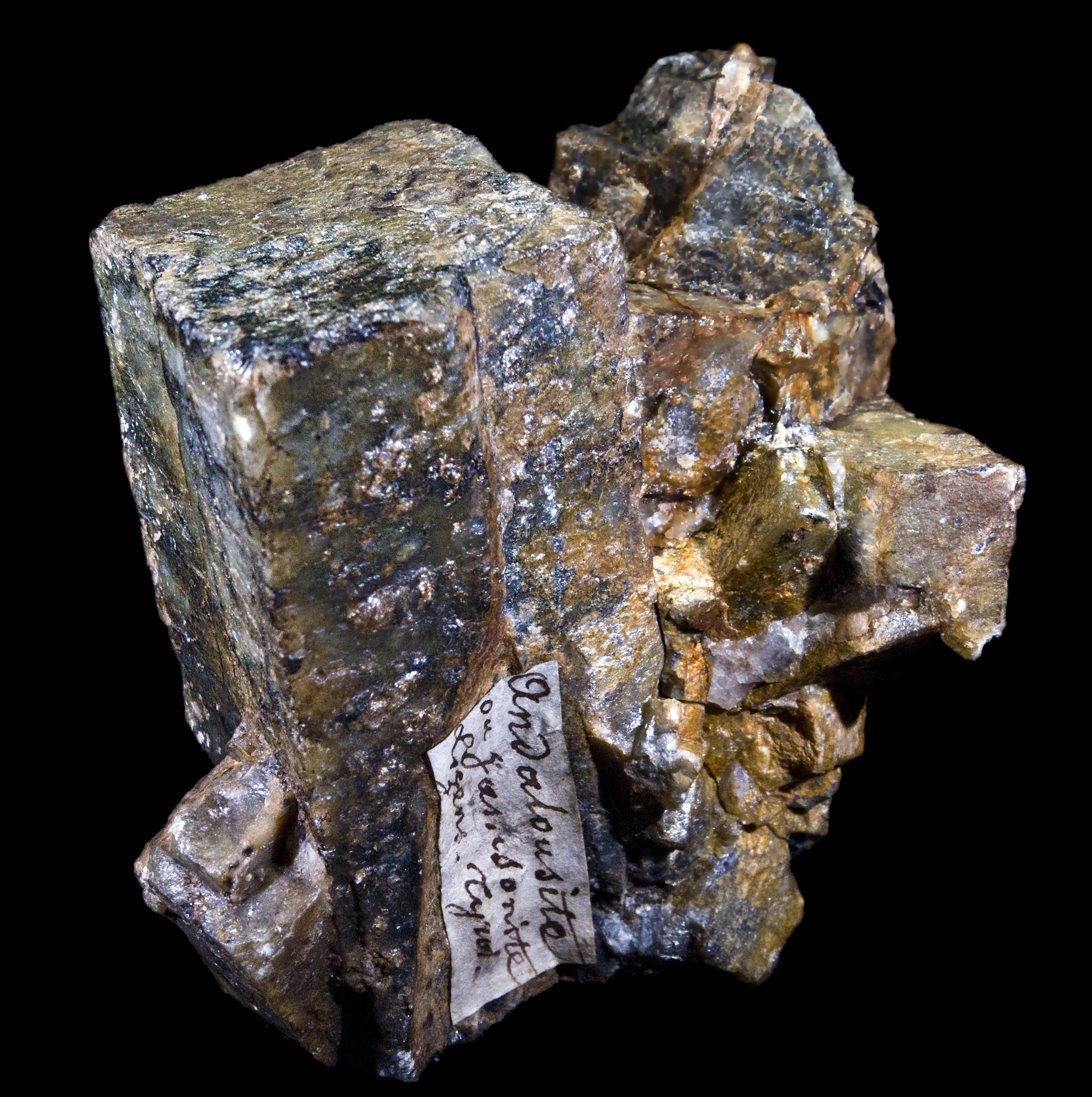
Andalousite
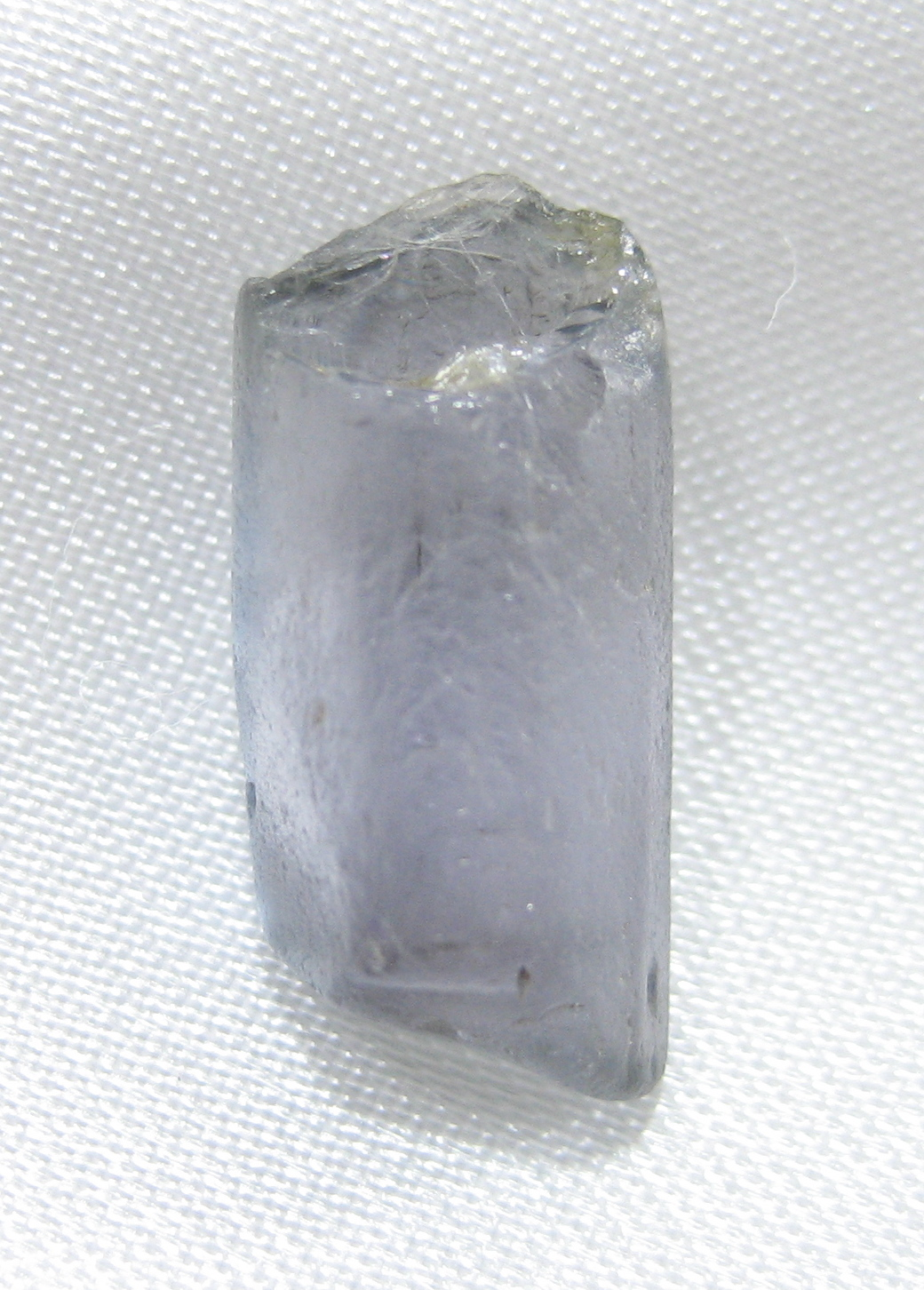
Sillimanite
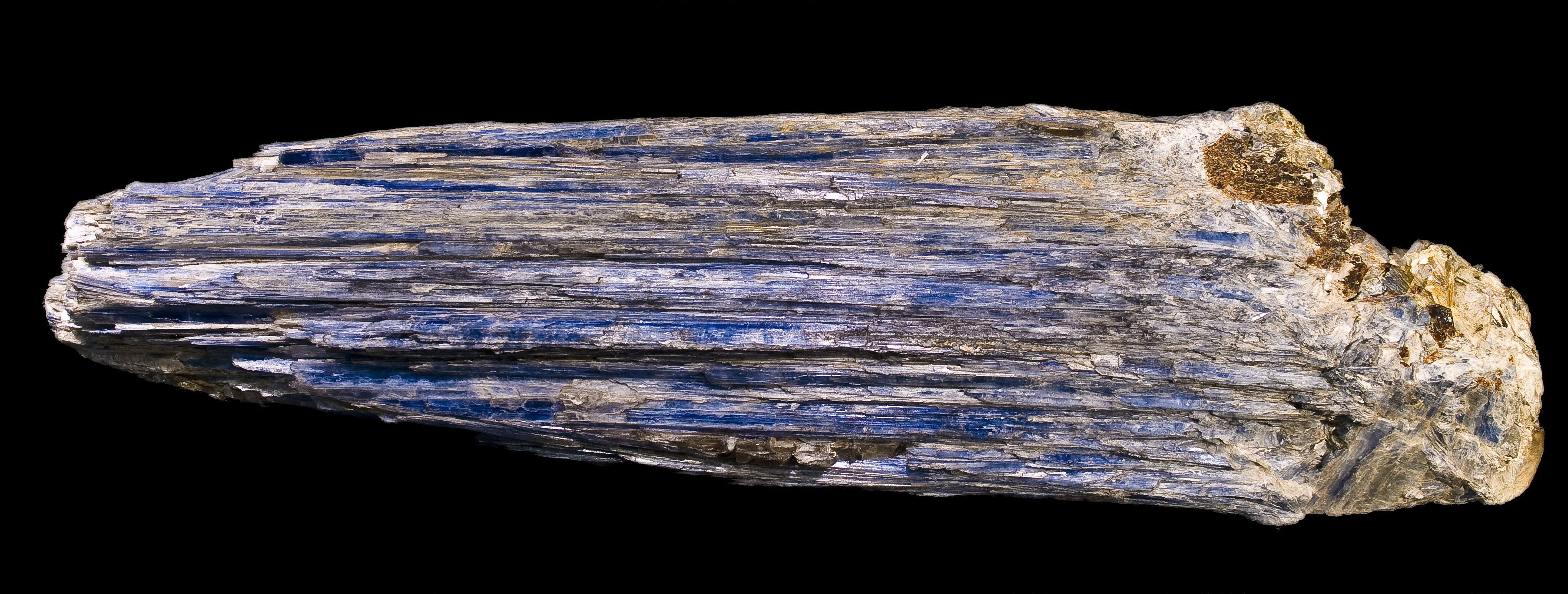
Disthène